# Caroline van Deurs
Caroline Alexia Schønheyder van Deurs (født 28. oktober 1860 på Frederiksberg, død 29. september 1932 i København) var en dansk maler. Caroline van Deurs var ugift.
Caroline van Deurs malede og udstillede en hel del genrebilleder, som En munk og en dreng. Hun malede også interiører og landskaber, motiverne hentede hun fra egnen omkring Sorø, Fredensborg og Frederiksborg, hendes levebrød var især at male børneportrætter.
Hun lærte at tegne af faderen og var elev af Vilhelm Kyhn fra 1879 og nogle år frem og studerede i Paris 1896-98.
Caroline van Deurs debuterede på Charlottenborgs Forårsudstilling i 1898 og udstllede indtil 1927 i alt 19 gange.
Hun udstillede i Kvindernes Udstilling, 1895, Salonen, Paris 1897, De Afviste fra Charlottenborg, 1905, Landsudstillingen i Aarhus 1909, Dansk Malerkunst, 1918, Kvindelige Kunstneres retrospektive Udstilling, 1920, Kunstnerforeningen af 18. November, 1921, 1923-24, 1926-27, 1930.
| - Værker af Caroline van Deurs - Portræt af ældre kvinde i hvid kjole med rødt sjal, 1917 - Den røde længe i Fredensborg, 1917 - Et godt råd, 1922 |

| - Interiør med børn der spiller dam siddende i en sofa, 1927 - Portræt, 1930 (selvportræt?) - “De første læretimer”. En munk og en dreng, ukendt dato - Kabalelæggeren, ukendt dato - Interiør med læsende pige i sofa, ukendt dato - Portræt af ung kvinde i sort dragt, ukendt dato |